# آب‌بند لاور
آب بند لاور مربوط به دوران‌های تاریخی پس از اسلام است و در شهرستان لامرد، بخش اشکنان، روستای لاور واقع شده و این اثر در تاریخ ۱۰ دی ۱۳۸۱ با شمارهٔ ثبت ۶۷۹۵ به‌عنوان یکی از آثار ملی ایران به ثبت رسیده است.